# Chordeuma utriculosum
Chordeuma utriculosum är en mångfotingart som beskrevs av Ribaut 1913. Chordeuma utriculosum ingår i släktet Chordeuma och familjen spinndubbelfotingar. Inga underarter finns listade i Catalogue of Life.